# Lactocollybia gracillima
Lactocollybia gracillima är en svampart som beskrevs av Pegler 1977. Lactocollybia gracillima ingår i släktet Lactocollybia och familjen Marasmiaceae.   Inga underarter finns listade i Catalogue of Life.